# Mazinkaiser
Mazinkaiser (マジンカイザー Majinkaizā?) es un OVA de anime japonés producido por los estudios Brain's Base y Dynamic Productions, basado en el diseño de Mazinkaiser que debutó en los videojuegos de Super Robot Wars  y el manga original de Mazinger Z de Go Nagai.
La serie animada del género mecha se lanzó originalmente en Japón entre los años 2001 y 2002 en formato de DVD en siete capítulos de 30 minutos cada uno. Posteriormente, la serie dio origen a la película animada Mazinkaiser vs. Shogun of Darkness (マジンカイザーVS闇の将軍, Mazinkaiser vs El  General Negro) de 2003, 
dirigida por Masahiko Murata. 
En esta nueva historia, Mazinkaiser es un robot de combate inspirado en el conocido Mazinger Z. Es la creación del Doctor Juzo Kabuto, destinado a ser pilotado por su propio nieto, Kōji Kabuto. En España tanto los OVAs como la película fueron distribuidos en DVD y en Blu-ray por Selecta Visión en 2015.

## Historia
Mazinkaiser fue introducido como un videojuego por Banpresto en su aparición en Super Robot Wars, disponible para videoconsolas Sega Saturn y Sony PlayStation, y contó con la aprobación del autor del Mazinger original, Go Nagai. La idea era la de proveer a Koji Kabuto de una máquina avanzada para las etapas finales del juego. Banpresto se puso en contacto con Go Nagai para promover la idea de la nueva unidad, y este último estuvo de acuerdo en proveerla. El nuevo Mazinger fue tan exitoso que Go Nagai decidió crear una nueva serie animada.
Super Robot Wars F Final

- En Super Robot Wars F Final, Mazinkaiser es Mazinger Z al evolucionar gracias a los rayos Getter. Hay que especificar que el origen de este robot se debe a tecnología usada en el Shin Getter Robot, que a su vez reutilizó tecnología que fue usada en la creación de Psybuster.

Super Robot Wars Alpha

- En la continuación Alpha, Mazinkaiser es el Mazinger original, precediendo al Mazinger Z y al Gran Mazinger. No obstante, Juzo Kabuto pensaba que era demasiado poderoso y que resultaría peligroso permitir su uso, de modo que lo encerró en un hangar. Aunque esta área lo mantenía aislado y a salvo, la máquina cautiva rugía y se enfurecía como bestia enjaulada. Mazinkaiser fue finalmente activado por Koji durante una crisis: mientras Mazinger Z recibía reparaciones exhaustivas, las fuerzas Mikenesas atacaron el Instituto Fotoatómico con múltiples copias del Gran Mazinger producidas en masa.
- Esta versión de Mazinkaiser opera en tres modos, distinguibles por el símbolo cambiante en la joya del pecho. El "modo demonio" es aquel en el cual el Kaiser Pilder no está instalado y Mazikaiser se mueve por voluntad propia, el "modo Z", que es el modo normal en que Koji lo pilota, y el "modo dios". El nivel de potencia del Mazinkaiser en modo dios es desconocido, pero quienes especulan sugieren que podría ser tan poderoso como el Shin Getter Robo a toda potencia.

Manga

- Esencialmente creado a partir de las OVAs del 2001, y de acuerdo con este, Mazinkaiser es el Mazinger definitivo creado por Juzo Kabuto.

OVAs

- Mazinkaiser es la creación definitiva del Dr. Juzo Kabuto, el genio que creó a Mazinger Z y diseño al Gran Mazinger. Koji descubre al Mazinkaiser completamente por accidente. Cuando el Mazinger Z sufre daños severos en batalla, el Pilder activa un protocolo automático y vuela a un hangar oculto tras una cascada. Allí, Koji ve un mensaje holográfico dejado por su abuelo, hablándole de Mazinkaiser y llevándolo hasta él. A partir de este punto, Koji usará el Mazinkaiser para combatir los ejércitos de Bestias Mecánicas comandadas por el Dr. Hell, y posteriormente a las Bestias Guerreras de Mikene lideradas por Ankoku Daishogun (El Gran General Oscuro).

En la película que sigue a la serie, el Prof. Yumi alega que ha hecho mejoras a la aleación de Mazinkaiser, cuya potencia describe como 'ilimitada'.

## Estadísticas

### Versión del OVA
- Fuente de poder: Reactor Fotónico
- Material de la Armadura: Super-Aleación Neo-Zα
- Dimensiones
  - Altura: 25 metros

- - Peso: 150 toneladas

### Versión de Super Robot Wars
- Fuente de poder: Reactor Fotónico
- Material de la Armadura: Super-Alloy New Zα
- Dimensiones
  - Altura: 28 metros
  - Peso: 200 toneladas

## Armas y Ataques
Nota: Dado que las armas de Mazinkaiser varían en cada aparición, en cada arma/ataque se indicará si procede de los videojuegos, el manga o el anime.
Koshiryoku Beam (Rayo láser de ojos)

- Como Mazinger Z, Mazinkaiser puede emitir energía Fotónica pura de sus ojos. No obstante, la potencia de los rayos de Mazinkaiser es mucho mayor. (Todas las versiones)

Rust Tornado (Tornado Corrosivo)

- Una versión mejorada del Rust Hurricane de Mazinger Z. Mazinkaiser genera una triple ráfaga huracanada de la rejilla de su boca, emitiendo partículas corrosivas junto con los poderosos vientos. (Todas las versiones)

Gigantos Missile (Misil Gigante)

- Mazinkaiser lanza un poderoso misil desde su torso. (Todas las versiones)

Turbo Smasher Punch (Turbo-Puño Devastador)

- La versión de Mazinkaiser del Rocket Punch (Puño Cohete). Funciona como el Drill Pressure Punch (Puño Taladro) del Gran Mazinger, pero con fuerza marcadamente superior (Todas las versiones)

Fire Blaster (Ráfaga de Fuego)

- Como suele ser un estándar entre los Mazingers, las aletas pectorales del Mazinkaiser funcionan como disipador de calor para el Reactor Fotónico y pueden liberar esta energía térmica en la forma de un devastador ataque de largo alcance. El Fire Blaster es el ataque más poderoso de su tipo. (Todas las versiones)

Kaiser Blade/Shoulder Slicer (Espada Káiser/Cortador de Hombro)

- Espadas gemelas son producidas desde los hombros del Mazinkaiser, su aspecto es similar al de la espada del Gran Mazinger. Nótese que el Mazinkaiser animado solo muestra esta habilidad en la película. (Anime y juegos)

Final Kaiser Blade (Espada Káiser Final)

- Una gran espada emerge de la joya del pecho del Mazinkaiser. Esta arma es parte del verdadero poder del Mazinkaiser, manifestado cuando Koji lucha contra el nuevo cuerpo robótico del Barón Ashura, el Rey Infernal Gordon. Aparte de su aparición en el anime, la Espada Final también es vista en Super Robot Wars GC, Super Robot Wars Judgement, y Super Robot Wars W, puesto que presentan al Mazinkaiser del OVA. (Todas las versiones)

Reitou Beam (Rayo Glacial)

- Los cuernos a los lados de la cabeza del Mazinkaiser producen un haz congelante. Este ataque, visto solo en la película, es una versión mejorada del Reitou Beam de Mazinger Z. (Solo anime)

Kaiser Knuckle (Nudillo Kaiser)

- En la película, Mazinkaiser hace girar las aspas de sus antebrazos sin dispararlos, lo que proporciona mayor poder a sus puñetazos. (Solo anime)

Scrander Boomerang

- Mazinkaiser se quita el Kaiser Scrander y lo arroja como un bumerán gigante. En el anime se muestra que el ataque es suficientemente poderoso como para cortar la fortaleza Micénica (Mykénesa) Demonica en dos. (Todas las versiones)

Dynamic Tackle (Placaje Dinámico)

- En el manga y en Super Robot Wars Alpha, Mazinkaiser puede cargar su estructura con Energía Fotónica, y lanzar un poderoso ataque en el que usa su cuerpo completo. (Manga y juegos)

Kaiser Nova

- En el manga, en Super Robot Wars Alpha 3 y en Super Robot Wars W, Mazinkaiser puede arrojar cantidades ingentes de Energía Fotónica desde todos los puntos de su cuerpo, creando una explosión masiva. La forma de emitir esta energía es similar a como lo hace el Getter Dragon, concentrándola en todo el cuerpo y liberándola en una onda expansiva. Comentar que en el manga la ejecución es similar, pero para ello necesita la ayuda del Scrander , el cual posiciona las alas de una forma determinada para generar el golpe.(Manga y juego)

## Máquinas Relacionadas

### Kaiser Pilder
Como ocurren con los Mazingers que lo preceden, la cabina del Mazinkaiser es un vehículo independiente que opera como un caza. Está equipado con un arma láser en la punta de la nariz. Durante la película, Boss esconde el Pilder dentro del Boss Borot para ocultarlo de los Micénicos (Mykéneses)

### Kaiser Scrander
OVA

- Tal como Mazinger Z, Mazinkaiser no puede volar por sus propios medios. Cuando Koji es arrojado al Monte Fuji en reciente estado volcánico en el OVA, Jun y el equipo del Laboratorio Fotónico encuentra el Kaiser Scrander y lo envían a rescatar a Koji. El Kaiser Scrander puede adherirse al Mazinkaiser, dándole plenas capacidades de vuelo (además de funcionar como arma improvisada).

Super Robot Wars

- El Scrander de Super Robot Wars, aunque separable (lo usual para el ataque de bumerang jet) es una parte integral del Kaiser.
En Super Robot Wars Alpha Gaiden, se descubre que el Kaiser Scrander es un punto ciego que puede usarse para someter al Mazinkaiser (el mismo que en el Gran Mazinger); el Archiduque Gorgón lo usa para neutralizar y robar al Mazinkaiser. En Super Robot Wars Alpha 2, el Kaiser Scrander no está disponible porque el Profesor Yumi está corrigiendo este defecto; el Scrander regresa durante la historia de Super Robot Wars Alpha 3.